# كأس السوبر الأوروبي 2000
كأس السوبر الأوروبي 2000 لعبت بتاريخ 25 أغسطس 2000 بين نادي ريال مدريد الإسباني الفائز بدوري أبطال أوروبا 1999-00 ونادي غلطة سراي الفائز بكأس الاتحاد الأوروبي 1999-00 وأنتهت المباراة بفوز نادي غلطة سراي في المباراة بنتيجة 2-1 وتحقيق أول لقب كأس سوبر أوروبي في تاريخه.

## الملعب
ملعب لويس الثاني (بالفرنسية: Stade Louis II) ملعب يقع في إمارة موناكو حيث أنشئ في عام 1939م وأعيد بنائه في بداية الثمانينيات من القرن الماضي وتم فتحه بالكامل في عام 1985م تقام عليه سنويا مباراة كأس السوبر الأوروبي كما تجري عليه بطولات ألعاب القوى سمي على اسم أمير موناكو لويس الثاني.

## عن الفريقين
| الفريق     | تأهل                                 | المشاركات السابقة (الخط العريض إلى تتويج الفريق بتلك النسخة) |
| ---------- | ------------------------------------ | ------------------------------------------------------------ |
| ريال مدريد | الفائز بدوري أبطال أوروبا 1999-00    | 1998                                                         |
| غلطة سراي  | الفائز بكأس الاتحاد الأوروبي 1999–00 | لا يوجد.                                                     |

## المباراة

### التفاصيل
| ريال مدريد      | 2-1            | غلطة سراي                    |
| --------------- | -------------- | ---------------------------- |
| راؤول 79' (ض.ج) | تقرير 1 تقرير2 | ماريو جاردل 41' (ض.ج.), 103' |

| ريال مدريد | غلطة سراي |

## وصلات خارجية
- كأس السوبر الأوروبي (الموقع الرسمي)